# Uns geht es gut
Uns geht es gut ist ein deutscher Kinospielfilm von Henri Steinmetz aus dem Jahr 2015. In der Hauptrolle spielt Franz Rogowski den Anführer einer Clique von fünf jungen Leuten, die in der Sommerhitze durch eine Großstadt ziehen.
Der Film hatte seine Weltpremiere im Wettbewerb des ZFF Zurich Film Festival in der Sektion „Fokus Schweiz, Deutschland, Österreich“, sowie im Wettbewerb von Crossing Europe 2016. Der Kinostart in Deutschland war am 28. Januar 2016.

## Handlung
Die fünf ungleichen Freunde Tubbie, Tim, Marie, Birdie und Jojo verbringen gemeinsam auf der Suche nach maximaler Unbeschwertheit und Zufriedenheit den Sommer. Sie treiben ziellos durch die Großstadt, unsicher in Bezug auf das eigene Selbstbild und vom Umfeld allein gelassen. Dabei versuchen sie krampfhaft, längst vergangenes bzw. nie erfahrenes Glück nachzuempfinden. Stets wechselt die Dynamik der Gruppe und hinterlässt individuelle Spuren bei den Freunden. An diesen Veränderungen, die unausweichlich erscheinen, droht die Clique langsam auseinanderzubrechen.

## Produktion
Der Film wurde produziert von X Filme in Zusammenarbeit mit Anton Buchwieser und Ciné+. Ein großer Aufwand wurde in das Kostüm- und Produktionsdesign gesteckt. Andy Besuch war für das Kostümbild verantwortlich und Beatrice Schultz für das Szenenbild. Über die Verwendung des Synonyms Alan Smithee für das Drehbuch klärt unter anderem Frédéric Jaeger von der Berliner Zeitung auf: „Es ist das Pseudonym für Autoren oder Regisseure, die ihren Namen von einem Werk zurückziehen.“

## Kritik
Harald Mühlbeyer auf Kinozeit.de schreibt: „Debüt-Regisseur Henri Steinmetz gelingt es dabei, die Spannungen innerhalb der Gruppe ebenso scharf zu zeichnen, wie er das Absurde ihrer Existenz schildert.“
Hella Wittenberg von yaez schreibt: „Henri Steinmetz’ Debüt klingt vom Inhalt schon ziemlich ungewöhnlich und ist es auch in der Umsetzung. Wer dran bleibt, wird aber belohnt!“
Die Frankfurter Allgemeine Sonntagszeitung schreibt: „Ein surreales, unheimliches Märchen ist die Geschichte um eine Gruppe Jugendlicher, die durch eine Stadt streunt. Das liegt erstens an Franz Rogowski, diesem Schauspieler, der ja immer ein bisschen anders spielt, körperlicher, direkter, und so, dass man in jedem seiner Filme (‚Love Steaks‘, ‚Victoria‘) auch die ganze Zeit einfach nur ihn anstarren könnte. Damit würde man hier allerdings die so merkwürdig schönen Bilder verpassen, den überhöhten Blick auf einen Walzertanz im Swimmingpool, zum Beispiel. Denn dieses Andere kommt, zweitens, von der Atmosphäre, die zeit- und ortlos, antiquiert und gegenwärtig, verspielt und bedrohlich zugleich ist; man merkt, wo der Regisseur gelernt hat: wie Michael Haneke auf LSD: Wenn so die Zukunft des deutschen Kinos aussehen sollte, dann ginge es uns tatsächlich ziemlich gut.“
Rudolf Worschech von Epd Film schreibt: „Das totale Fixiertsein dieser Gruppe auf sich selbst erinnert ein bisschen an ‚The Dreamers‘ – um den Vergleich hoch zu hängen. Am Ende wird Tubbie seine Eifersucht in einem Gewaltausbruch abreagieren. Das könnte vielleicht, noch höher gehängt, eine Anspielung auf ‚Clockwork Orange‘ sein. Man spürt durchaus den Stilwillen dieses Projekts, das sich zu keinem Ganzen fügt.“
Thomas Hummitzsch von intellectures schreibt: „In der mephistophelischen Rolle des Tubbie zeigt Franz Rogowski sich einmal mehr als Deutschlands aufregendster Nachwuchsschauspieler, der mit Mimik und Gestik, mit Stimmmodulation und eindringlichen Blicken ganze Welten erschaffen und zum Einsturz bringen kann. Tubbies Stärke besteht darin, andere bloßzustellen und vorzuführen, seine Schwäche ist die Einsamkeit, die er nicht erträgt. Deshalb liegt ihm soviel an Marie, einer Lolita, wie sie Vladimir Nabokov und Jack Kerouac nicht besser hätten beschreiben können, die neugierig mit ihren Reizen lockt, um den Schönling Tim (Jonas Dassler) zu beeindrucken. Maresi Riegner gibt dieser lasziven Kindfrau eine magische Aura, die bei aller Anziehungskraft noch einen Rest kindlicher Tolpatschigkeit erahnen lässt.“
Frank Arnold von Tip Berlin schreibt: „Zu dumm nur, dass der Name Alan Smithee immer dann herhalten muss, wenn etwas schief gelaufen ist bei einer Filmproduktion. ‚Uns geht es gut‘, der die Darstellung von Langeweile mit deren Erzeugung verwechselt, entpuppt sich nach ‚Mädchen im Eis‘ als ein weiteres Mängelexemplar aus dem eigentlich renommierten Hause X-Filme.“
Thomas Abeltshauser vom Hamburger Abendblatt schreibt: „Ein Konzept, das Schlagkraft hätte, wenn es die Erwachsenenwelt mit ihren Konventionen wirklich infrage stellen würde, doch das Radikale dieser Konstellation vermag Nachwuchsfilmer Henri Steinmetz nicht umzusetzen. Das Ergebnis bleibt öde, nichtssagend, egal. Und das ist genau der Unterschied zu seinem Mentor und Professor an der Wiener Filmhochschule, Michael Haneke, der aus einer tristen Grundeinstellung wie dieser in ‚Funny Games‘ große Filmkunst machte. Hier bleibt es nur schlecht gemachtes Handwerk und bloße Behauptung.“